# The Chrysalis Years (1973-1979)
The Chrysalis Years (1973-1979) è un album raccolta del gruppo musicale britannico UFO, pubblicato nel 2011 dalla EMI.

## Tracce

### Disco 1
1. Give Her the Gun – 3:59 (Phil Mogg, Michael Schenker)
2. Sweet Little Thing – 3:50 (Phil Mogg, Pete Way)
3. Oh My – 2:25 (Phil Mogg, Andy Parker, Michael Schenker, Pete Way)
4. Crystal Light – 3:47 (Phil Mogg, Michael Schenker)
5. Doctor Doctor – 4:12 (Phil Mogg, Michael Schenker)
6. Space Child – 4:01 (Phil Mogg, Michael Schenker)
7. Rock Bottom – 6:29 (Phil Mogg, Michael Schenker)
8. Too Young to Know – 3:09 (Phil Mogg, Pete Way)
9. Time on My Hands – 4:12 (Phil Mogg, Michael Schenker)
10. Built for Comfort – 3:08 (Willie Dixon)
11. Lipstick Traces – 2:21 (Michael Schenker)
12. Queen of the Deep – 5:44 (Phil Mogg, Michael Schenker)
13. Doctor Doctor (single edit) – 2:51 (Phil Mogg, Michael Schenker)
14. Rock Bottom (Bob Harris Session, 28 ottobre 1974) – 7:08 (Phil Mogg, Michael Schenker)
15. Time on My Hands (Bob Harris Session, 28 ottobre 1974) – 3:14 (Phil Mogg, Michael Schenker)
16. Give Her the Gun (Bob Harris Session, 28 ottobre 1974) – 4:10 (Phil Mogg, Michael Schenker)

### Disco 2
1. Oh My [Electric Ballroom, Atlanta, GA, 5th November 1974] – 3:39 (Phil Mogg, Andy Parker, Michael Schenker, Pete Way)
2. Doctor Doctor [Electric Ballroom, Atlanta, GA, 5th November 1974] – 4:05 (Phil Mogg, Michael Schenker)
3. Built for Comfort [Electric Ballroom, Atlanta, GA, 5th November 1974] – 4:23 (Willie Dixon)
4. Give Her The Gun [Electric Ballroom, Atlanta, GA, 5th November 1974] – 5:17 (Phil Mogg, Michael Schenker)
5. Cold Turkey [Electric Ballroom, Atlanta, GA, 5th November 1974] – 8:36 (John Lennon)
6. Space Child [Electric Ballroom, Atlanta, GA, 5th November 1974] – 4:32 (Phil Mogg, Michael Schenker)
7. Rock Bottom [Electric Ballroom, Atlanta, GA, 5th November 1974] – 8:13 (Phil Mogg, Michael Schenker)
8. Prince Kujuku [Electric Ballroom, Atlanta, GA, 5th November 1974] – 7:19 (Phil Mogg, Andy Parker, Larry Wallis, Pete Way)
9. Let It Roll – 3:56 (Phil Mogg, Michael Schenker)
10. Shoot Shoot – 3:40 (Phil Mogg, Andy Parker, Michael Schenker, Pete Way)
11. High Flyer – 4:08
12. Love Lost Love – 3:21
13. Out in the Street – 5:14 (Phil Mogg, Pete Way)

### Disco 3
1. Mother Mary – 3:50 (Phil Mogg, Andy Parker, Michael Schenker, Pete Way)
2. Too Much of Nothing – 4:02
3. Dance Your Life Away – 3:35
4. This Kid's [Including 'Between the Walls'] – 6:15 (Phil Mogg, Michael Schenker)
5. Natural Thing – 4:00 (Phil Mogg, Michael Schenker, Pete Way)
6. I'm a Loser – 3:55 (Phil Mogg, Michael Schenker)
7. Can You Roll Her – 2:59 (Phil Mogg, Andy Parker, Danny Peyronel)
8. Belladonna – 4:32 (Phil Mogg, Michael Schenker)
9. Reasons Love – 3:17 (Phil Mogg, Michael Schenker)
10. Highway Lady – 3:49 (Danny Peyronel)
11. On with the Action – 5:03 (Phil Mogg, Danny Peyronel, Michael Schenker)
12. A Fool in Love – 2:50 (Andy Fraser, Frankie Miller)
13. Martian Landscape – 5:08 (Phil Mogg, Andy Parker, Danny Peyronel)
14. Too Hot To Handle – 3:37 (Phil Mogg, Pete Way)
15. Just Another Suicide – 4:58 (Phil Mogg)
16. Try Me – 4:49 (Phil Mogg, Michael Schenker)
17. Lights Out – 4:30 (Phil Mogg, Andy Parker, Michael Schenker, Pete Way)

### Disco 4
1. Gettin' Ready – 3:47 (Phil Mogg, Michael Schenker)
2. Alone Again Or – 3:00 (Bryan MacLean)
3. Electric Phase – 4:17 (Phil Mogg, Michael Schenker)
4. Love to Love – 7:40 (Phil Mogg, Andy Parker, Michael Schenker, Pete Way)
5. Try Me (single remix) – 3:29 (Phil Mogg, Andy Parker, Michael Schenker, Pete Way)
6. Too Hot to Handle [John Peel Session (27th June 1977)] – 3:50 (Phil Mogg, Pete Way)
7. Lights Out [John Peel Session (27th June 1977)] – 4:57 (Phil Mogg, Andy Parker, Michael Schenker, Pete Way)
8. Try Me [John Peel Session (27th June 1977)] – 4:46 (Phil Mogg, Michael Schenker)
9. Only You Can Rock Me – 4:07 (Phil Mogg, Pete Way)
10. Pack It Up (And Go) – 3:14 (Phil Mogg, Michael Schenker, Pete Way)
11. Arbory Hill – 1:11 (Michael Schenker)
12. Ain't No Baby – 3:57 (Phil Mogg, Pete Way)
13. Lookin' Out For No. 1 – 4:34 (Phil Mogg, Pete Way)
14. Hot 'n' Ready – 3:15 (Phil Mogg, Michael Schenker)
15. Cherry – 3:34 (Phil Mogg, Pete Way)
16. You Don't Fool Me – 3:23 (Phil Mogg, Michael Schenker)
17. Lookin' Out For No. 1 (Reprise) – 1:14 (Phil Mogg, Pete Way)
18. One More for the Rodeo – 3:45 (Phil Mogg, Pete Way)
19. Born to Lose – 3:35 (Phil Mogg, Michael Schenker, Pete Way)
20. Only You Can Rock Me (single version) – 3:30 (Phil Mogg, Pete Way)

### Disco 5
1. Natural Thing – 3:53 (Phil Mogg, Michael Schenker, Pete Way)
2. Out in the Street – 5:15 (Phil Mogg, Pete Way)
3. Only You Can Rock Me – 4:09 (Phil Mogg, Pete Way)
4. Doctor Doctor – 4:42 (Phil Mogg, Michael Schenker)
5. Mother Mary – 3:25 (Phil Mogg, Andy Parker, Michael Schenker, Pete Way)
6. This Kid's – 5:21 (Phil Mogg, Michael Schenker)
7. Love to Love – 7:48 (Phil Mogg, Andy Parker, Michael Schenker, Pete Way)
8. Lights Out – 5:22 (Phil Mogg, Andy Parker, Michael Schenker, Pete Way)
9. Rock Bottom – 11:15 (Phil Mogg, Michael Schenker)
10. Too Hot to Handle – 4:28 (Phil Mogg, Pete Way)
11. I'm a Loser – 4:14 (Phil Mogg, Michael Schenker)
12. Let It Roll – 4:48 (Phil Mogg, Michael Schenker)
13. Shoot Shoot – 4:11 (Phil Mogg, Andy Parker, Michael Schenker, Pete Way)
14. Doctor Doctor (live single edit) – 3:43 (Phil Mogg, Michael Schenker)
15. On With the Action (live single B-side) – 4:57 (Phil Mogg, Danny Peyronel, Michael Schenker)

## Formazione
- Phil Mogg - voce
- Paul Raymond - chitarra, tastiere
- Michael Schenker - chitarra
- Chick Churchill - tastiere
- Danny Peyronel - tastiere, voce
- Pete Way - basso
- Andy Parker - batteria